# 高松車掌区
高松車掌区（たかまつしゃしょうく）は、香川県高松市浜ノ町の高松駅構内にある四国旅客鉄道（JR四国）の車掌がかつて所属していた組織である。 略称は高車。
2023年10月より高松運転所と統合され、高松車掌区改め、高松運転所車掌科となった。略称に変更は無い。

## 乗務範囲
優等列車
- 「しおかぜ」：児島 - 松山間
- 「いしづち」：高松 - 松山間
- 「サンライズ瀬戸」：児島 - 高松（琴平）間[1]
- 「うずしお」：徳島 - 高松間
- 「南風」：児島 - 高知間

普通列車
- 本四備讃線：児島 - 宇多津（高松）間
  - 快速「マリンライナー」
- 予讃線：高松 - 伊予西条間
  - 普通：高松 - 伊予西条間
  - 快速「サンポート」
  - 快速「マリンライナー」：児島 - 高松間
- 土讃線：多度津 - 琴平間
- 高徳線：全線